# 1560-е годы
1560-е (ты́сяча пятьсо́т шестидеся́тые) го́ды по юлианскому календарю — промежуток времени с 1 января 1560 года по 31 декабря 1569 года, включающий 1560 год 6-го десятилетия   и с 1561 по 1569 годы    7-го десятилетия XVI века 2-го тысячелетия.  Они закончились 456 лет назад.

## Важнейшие события

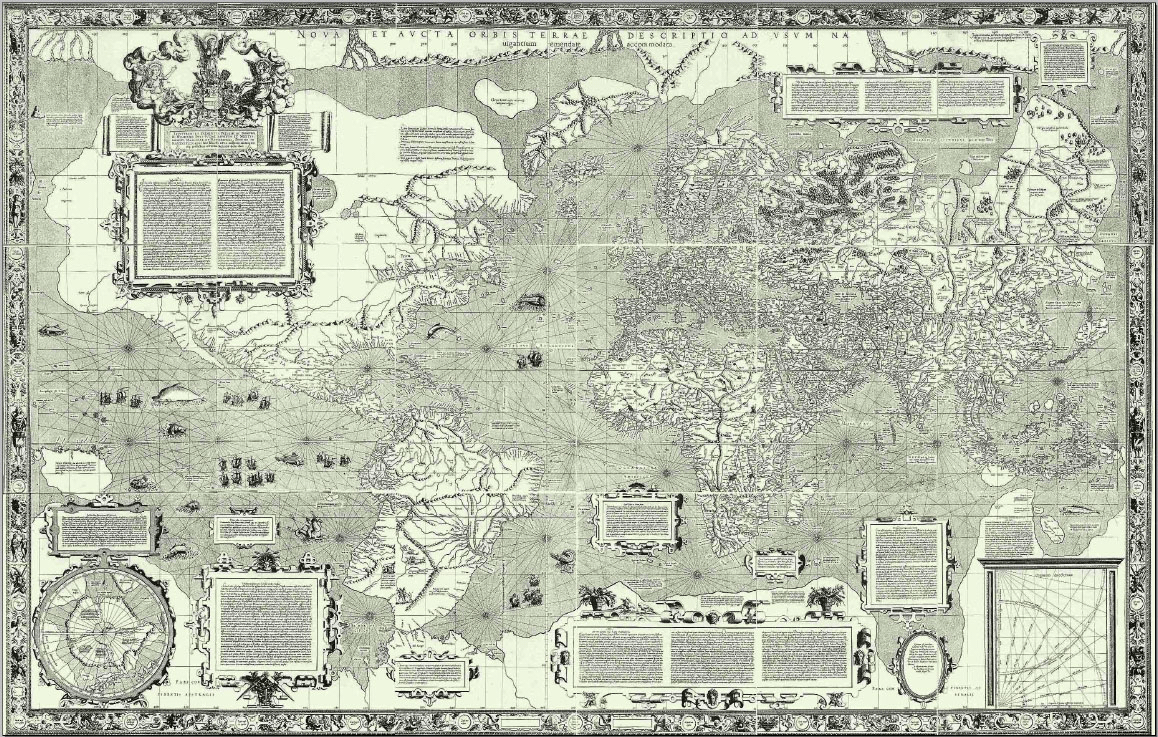
Карта мира Меркатора (1569)

- Ливонская война (1558—1583). Битва при Чашниках (1564). Ливонская конфедерация распалась (1561). Речь Посполитая (1569—1795) образована из объединением Польского королевства и Великого княжество Литовского.
- Эдинбургский договор Англии и Франции (1560) завершил «Старый союз» Франции и Шотландии (1295—1560) и завершил период англо-шотландских войн.
- Реформация во Франции. Религиозные войны во Франции между католиками и гугенотами (1560—1563; 1567—1568; 1568—1570).
- Начало пикового периода охоты на ведьм (1562—1670; Визенштейгский суд над ведьмами[англ.]).
- Северная семилетняя война (1563—1570). Шведская империя (1561—1721).
- Военная кампания империи Мин против вокоу привела к значительному снижению пиратства после крупной победы Ци Цзигуана в Фуцзяне (1563).
- Виджаянагарская империя (1336—1646) потерпела крупное поражение в битве при Таликоте (1565), что привело к её ослаблению и распаду.
- Начало опричнины (1565—1572).
- Османская империя осаждала Мальту (1565). Сигетварская битва (1566) в Венгрии.
- Начало периода Адзути-Момояма (1568—1600), положившего конец феодальной раздроблённости.
- Начало Нидерландской революции (1568—1648; «Восьмидесятилетняя война»). Реформация в Нидерландах.
- Прагматические эдикты в Испании (1567). Альпухарское восстание Морисков (1568—1571). Первое испанское поселение на Филиппинах (1565; Сан-Мигель).

## Культура
- Ци Цзигуан (1528—1588), полководец. «Цзисяо синьшу» (1561).
- Паоло Веронезе (1528—1588), художник. «Брак в Кане Галилейской» (1563).
- Брейгель, Питер Старший (1525—1569), художник. «Вавилонская башня» (1563).
- Реформация в Шотландии. Возникновение пресвитерианства (Джон Нокс).
- Батат завезён в Китай, где он заменил рис в качестве основной сельскохозяйственной культуры бедных слоёв населения.

## Родились

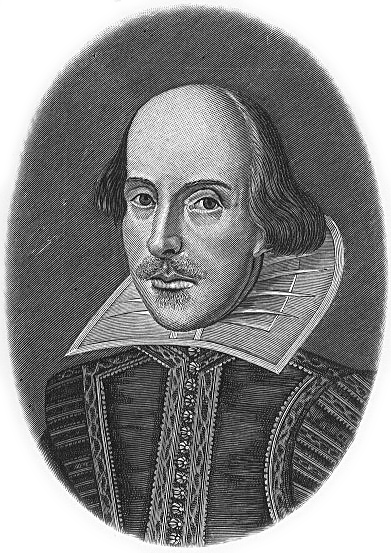
Уильям Шекспир

- Батори, Елизавета — венгерская графиня, племянница Стефана Батория, печально знаменитая массовыми убийствами молодых девушек.
- Бэкон, Фрэнсис — английский философ, историк, политический деятель, основоположник эмпиризма. В 1584 году в возрасте 23 лет был избран в парламент. С 1617 года лорд-хранитель печати, затем — лорд-канцлер; барон Веруламский и виконт Сент-Олбанский.
- Вега, Лопе де — испанский драматург, поэт и прозаик. Автор более чем 2000 пьес, из которых 425 дошли до наших дней.
- Галилей, Галилео — итальянский физик, механик, астроном, философ и математик, оказавший значительное влияние на науку своего времени.
- Марло, Кристофер — английский поэт, переводчик и драматург.
- Мехмед III — 13-й османский султан
- Клаудио Монтеверди — итальянский композитор, скрипач и певец, один из провозвестников стиля барокко в музыке.
- Урбан VIII — папа римский с 6 августа 1623 по 29 июля 1644.
- Шекспир, Уильям — английский драматург и поэт.
- Яков I — король Шотландии и первый король Англии из династии Стюартов.

## Скончались

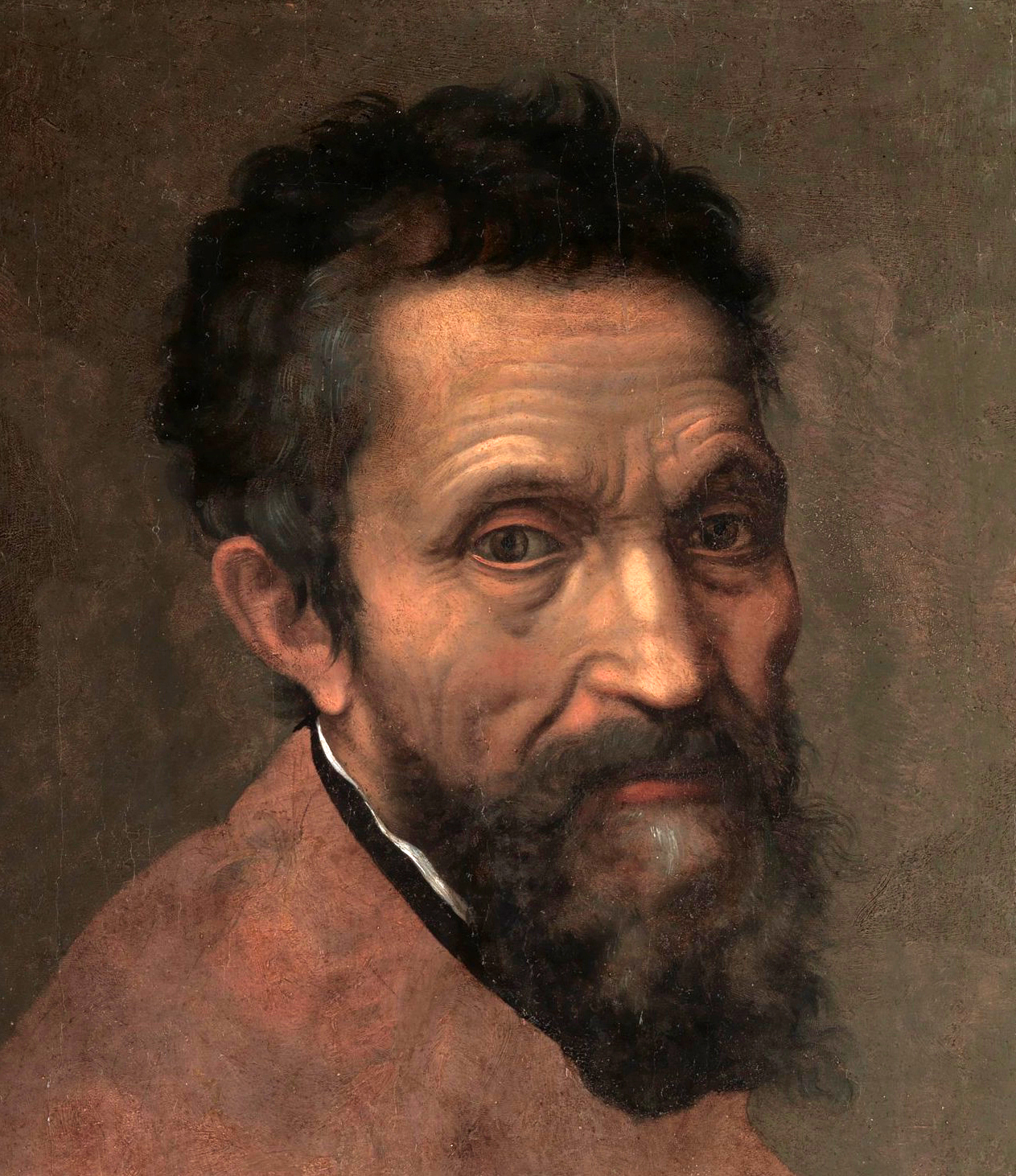
Микеланджело

- Брейгель Старший, Питер — южнонидерландский живописец и график, мастер пейзажа и жанровых сцен. Отец художников Питера Брейгеля Младшего (Адского) и Яна Брейгеля Старшего (Райского).
- Везалий, Андреас — врач и анатом, лейб-медик Карла V, потом Филиппа II. Младший современник Парацельса, основоположник научной анатомии.
- Кальвин, Жан — французский богослов, реформатор церкви, основатель кальвинизма.
- Меланхтон, Филипп — немецкий гуманист, теолог и педагог, евангелический реформатор, систематизатор лютеранской теологии, сподвижник Лютера.
- Микеланджело — итальянский скульптор, живописец, архитектор, поэт, мыслитель, один из величайших мастеров эпохи Ренессанса.
- Нострадамус — французский астролог, врач, фармацевт и алхимик, знаменитый своими пророчествами.
- Пий IV — папа римский с 25 декабря 1559 по 9 декабря 1565.
- Сулейман I — десятый султан Османской империи, правивший с 22 сентября 1520, халиф, величайший султан из династии Османов — при нём Оттоманская Порта достигла апогея своего развития.
- Фердинанд I — король Венгрии и Богемии с 1526 года, император Священной Римской империи с 1556 (формально с 1558) года, родоначальник младшей (австрийской) ветви дома Габсбургов.
- Франциск II — король Франции из династии Валуа с 10 июля 1559 года, король-консорт Шотландии с 24 апреля 1558 года.